# Alan Téllez
Alan Téllez (Veracruz, México, diciembre de 1988) es un pintor mexicano, dedicado principalmente al Arte abstracto.

## Alan Téllez
Inicia sus estudios de educación especial en el Puerto de Veracruz, donde actualmente es conocido como "el colorista de sueños"
. Desde muy pequeño tiene el gusto por la pintura: a los 6 años ingresa a un taller en el Instituto Veracruzano de la Cultura,^ pero su falta de madurez, motivo de sus capacidades diferentes y la falta de confianza por parte del maestro, hizo que no se integrara al grupo y continuara con sus estudios de psicomotriz y terapias de lenguaje.
Gracias a la determinación de Alan, es aceptado en la Escuela de Bellas Artes de Veracruz y desde entonces, jamás desaprovechó la oportunidad que le fue otorgada. Ante su insistencia por las Artes, se buscaron oportunidades y logra ingresar a un taller libre de pintura en el que a la fecha continúa estudiando, ya que le apasiona la pintura. Mientras que su principal técnica pictórica es abstracto en acrílico, su colección también nos muestra sus singulares mariposas con un estilo de arte figurativo y distinguidos retratos influenciados por un estilo independiente y naíf. Esta amalgama de estilos podría indicar su enfoque versátil y ecléctico hacia el arte. Sus Artistas favoritos son Joan Miró y Pablo Picasso.
En palabras de Isabel Elizondo, "El trabajo de Alan es fantástico, entre sus colores, líneas, solución, nos muestra una obra bella que nos permite evocar la creación de sus artistas favoritos, pero Alan nos lleva a recorrer detalladamente en un macro universo las estrellas de Miró, la fuerza de las líneas obscuras en el dramatismo de Picasso... Hay tanto en la pintura de "el colorista de sueños", creador de escenarios fantásticos y enormes barcos transformados en bosques que resguardan el paraíso de Alan."
Alan Téllez ha participado en exposiciones individuales y colectivas y subastas donando obras de su autoría para beneficio de niños damnificados por el huracán "Karl" en donde incluso obtuvo Mención Honorífica. El maestro Téllez ha expuesto su obra en recintos como el Museo de la Ciudad de Veracruz, la Casa de la Cultura de Boca del Río, la Casa de la Cultura de La Antigua, el Museo José Luis Cuevas en la Ciudad de México, el Centro Cultural Contemporáneo, el Museo Frida Kahlo, el Museo Bicentenario en Toluca, también en hoteles de Puebla, Veracruz y Playa del Carmen, además de que ha recibido reconocimientos de instituciones como el Instituto Politécnico Nacional y ha estado en la sede de la ONU en Nueva York.
Participó con una publicación en la Revista Down21.org de la Fundación Iberoamericana Down, de Santander España en marzo de 2011. En junio de 2013 destaca su participación como ilustrador del libro El Pájaro raro, de la Editorial Creever .
Con Síndrome de Down, es el único pintor independiente en México con esta condición cromosómica .

## Selección de muestras individuales y colectivas
- 2015 - Día Mundial del Arte, Museo José Luis Cuevas, México
- 2014 - Día Mundial del Arte, Museo José Luis Cuevas, México[7]
- 2010 - Pintando con el Corazón, Instituto Veracruzano de la Cultura (IVEC), México
- 2011 - Alan en el Paraíso, Museo de arte en Monterrey, México
- 2012 - Vida y Obra de Alan, Museo de la Ciudad del puerto de Veracruz, México
- 2012 - Todos los Jóvenes Todos los Colores, Instituto Veracruzano de la Cultura (IVEC), México

## Selección de premios y distinciones
- 2015 - Pieza del Mes, Museo Torres Bicentenario, Toluca, Estado de México, México
- 2010 - Obtiene el 5º lugar y mención honorífica entre 40 participantes de diferentes países, representando a México con su obra "Alan en el Paraíso", misma que se expuso en el Museo Metropolitano del Parque Fundidora, en Monterrey, México.